# Parc provincial de Moose Lake
Le parc provincial de Moose Lake (anglais : Moose Lake Provincial Park) est un parc provincial de l'Alberta situé à 15 km à l'ouest de Bonnyville.
Le parc est situé au nord du lac Moose, qui a une altitude de 535 m. Le parc été créé le 19 avril 1967 et a une superficie de 7,34 km2. Il est administré par le ministère de l'Environnement et des Parcs.